# Médaille Vega
La médaille Vega (suédois : Vegamedaljen) est une distinction suédoise pour les personnes ayant contribué à la recherche géographique. La médaille est décernée par la Société suédoise d'anthropologie et de géographie (Svenska Sällskapet för Antropologi och Geografi).
La médaille est faite d'or et a été créée le 27 octobre 1880 en mémoire de l'expédition Vega d'Adolf Erik Nordenskiöld ayant eu lieu entre 1878 et 1880.

## Liste de récipiendaires
La liste de récipiendaires est, :
- 1881 : Adolf Erik Nordenskiöld
- 1882 : Louis Palander
- 1883 : Henry Morton Stanley
- 1884 : Nikolaï Prjevalski
- 1888 : Wilhelm Junker
- 1889 : Fridtjof Nansen
- 1890 : Emin Pasha
- 1892 : Louis-Gustave Binger
- 1897 : Otto Sverdrup
- 1898 : Sven Hedin
- 1899 : Georg Schweinfurth
- 1901 : Luigi, duc des Abruzzes
- 1903 : Ferdinand von Richthofen
- 1904 : Otto Nordenskjöld
- 1904 : Johan Gunnar Andersson
- 1905 : Robert Falcon Scott
- 1907 : Sven Otto Pettersson
- 1909 : Johan Peter Koch
- 1910 : Ernest Shackleton
- 1912 : John Murray
- 1913 : Roald Amundsen
- 1915 : Gerard Jakob de Geer
- 1919 : Knud Rasmussen
- 1920 : William Morris Davis
- 1922 : Albert Ier, prince de Monaco
- 1923 : Albrecht Penck
- 1924 : Lauge Koch
- 1926 : Boris Vilkitski
- 1930 : Harald Sverdrup
- 1931 : Émile-Félix Gautier
- 1932 : Albert Defant
- 1937 : Roy Chapman Andrews
- 1939 : Wilhelm Bjerknes
- 1939 : Vagn Walfrid Ekman
- 1941 : Bjørn Helland-Hansen
- 1941 : Hans Wilhelmsson Ahlmann
- 1944 : Lennart von Post
- 1946 : Emmanuel de Martonne
- 1948 : Richard Byrd
- 1950 : Hans Pettersson
- 1951 : Carl Troll
- 1954 : Dudley Stamp
- 1955 : Paul-Émile Victor
- 1957 : Carl Sauer
- 1958 : Jacob Bjerknes
- 1958 : Tor Bergeron
- 1959 : Mikhaïl Somov
- 1961 : Richard Joel Russel
- 1962 : Thor Heyerdahl
- 1963 : Louis Leakey
- 1965 : Maurice Ewing
- 1970 : Filip Hjulström
- 1970 : Sigurður Þórarinsson
- 1972 : Albert P. Crary
- 1975 : Willi Dansgaard
- 1981 : Valter Schytt
- 1983 : Cesare Emiliani
- 1984 : Hubert Horace Lamb
- 1986 : J. Ross Mackay
- 1987 : Gunnar Hoppe
- 1987 : Åke Sundborg
- 1990 : George H. Denton
- 1993 : David E. Sugden
- 1994 : Gösta Hjalmar Liljequist (sv)
- 1997 : Lincoln Washburn
- 1999 : John Imbrie
- 2002 : Lonnie G.Thompson
- 2005 : Françoise Gasse
- 2008 : Dorthe Dahl-Jensen
- 2011 : Terry Callaghan
- 2014 : Compton J. Tucker
- 2015 : Lesley Head
- 2017 : Tandong Yao
- 2018 : Gilian Hart
- 2020 : David R. Montgomery (en)[3]
- 2021 : Anssi Paasi
- 2023 : John P. Smol
- 2024 : Steven Seegel
- 2025 : Marisol de la Cadena